# Slade on Stage
Slade on Stage es el tercer álbum en vivo de la banda de rock británica Slade, publicado en 1982.

## Lista de canciones
1. "Rock and Roll Preacher" - 5:19 (Holder/Lea)
2. "When I'm Dancin' I Ain't Fightin'" - 3:43 (Holder/Lea)
3. "Take Me Bak 'Ome" - 4:33 (Holder/Lea)
4. "Everyday" - 3:18 (Holder/Lea)
5. "Lock Up Your Daughters" - 4:03 (Holder/Lea)
6. "We'll Bring the House Down" - 4:17 (Holder/Lea)
7. "A Night to Remember" - 8:10 (Holder/Lea)
8. "Gudbuy T'Jane" - 4:40 (Holder/Lea)
9. "Mama Weer All Crazee Now" - 2:56 (Holder/Lea)
10. "You'll Never Walk Alone" - 0:35 (Richard Rodgers, Oscar Hammerstein II)

## Créditos
- Noddy Holder — voz, guitarra
- Dave Hill — guitarra
- Jim Lea — bajo, voz, piano
- Don Powell — batería